# جيرارد لارشيه
جيرار لارشيه (بالفرنسية: Gérard Larcher) هو سياسي فرنسي ولد سنة 1949 بكومونة فليرز الفرنسية بإقليم أورن وهو منتمٍ لحزب الاتحاد من أجل حركة شعبية الذي كان حاكماً في فرنسا والذي وكان يرأسه الرئيس الفرنسي نيقولا ساركوزي، عمل جيرار لارشي كبيطري وشغل عدة مناصب سابقا أبرزها وزارة العدل في حكومة فارفان وكان انتخب للمجلس كسيناتور عن إقليم ايفلين.

## روابط خارجية
- جيرارد لارشيه على موقع مونزينجر (الألمانية)